# Experiència propera a la mort

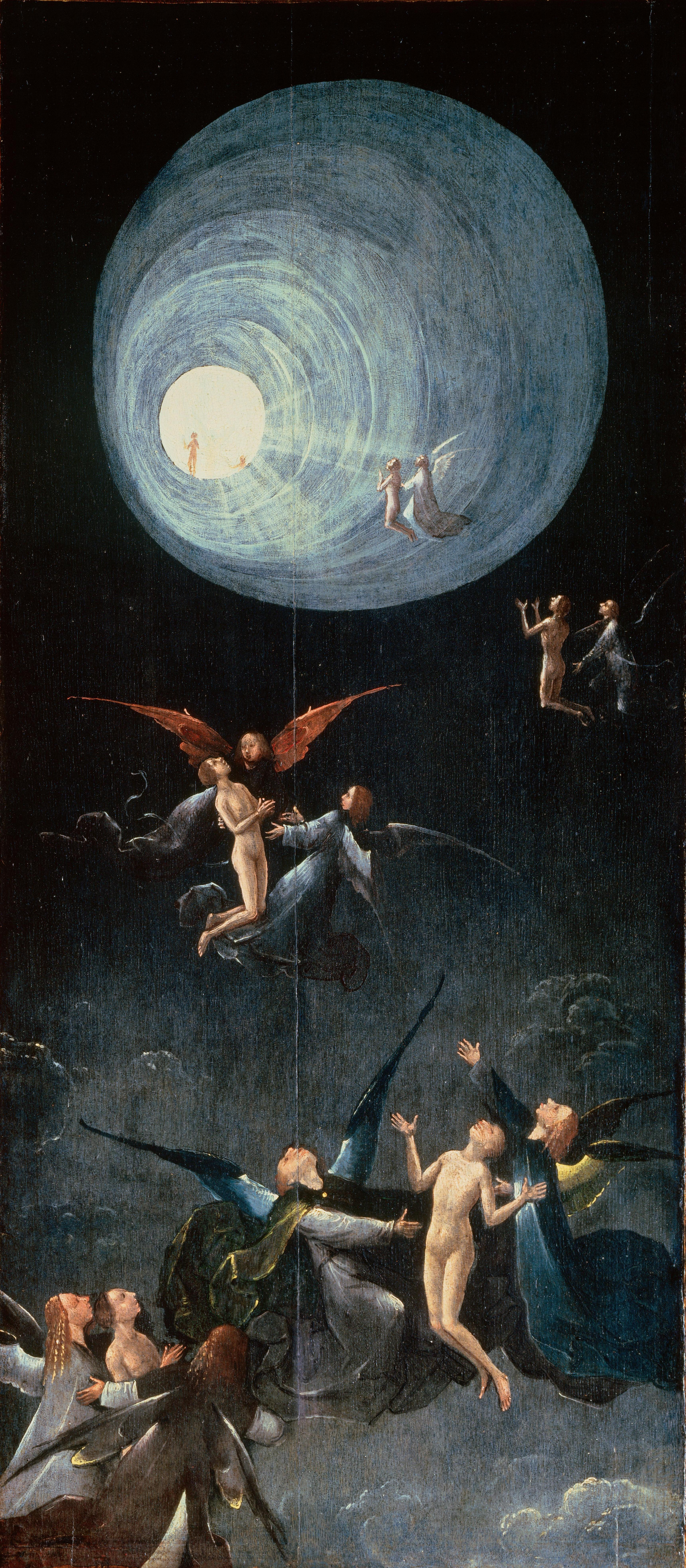
Pujada a l'Empiri, d'El Bosch

Les experiències properes a la mort (EPM) són suposades percepcions de l'entorn narrades per persones que han estat a punt de morir o que han passat per una mort clínica i han sobreviscut. Hi ha nombrosos testimonis, sobretot des del desenvolupament de les tècniques de resurrecció cardíaca, i segons algunes estadístiques, podrien esdevenir aproximadament a una de cada cinc persones que superen una mort clínica.

## Dos grups d'interpretacions
Per a algunes persones, l'existència de les EPM implicaria que cada ésser humà està format per un cos físic i un ens immaterial, i una consciència o "ànima" (tal com afirmen moltes religions). En canvi, alguns científics opinen que aquests fenòmens poden explicar-se com meres al·lucinacions del mateix cervell.
D'altra banda, i en contraposició al que la ciència creia fins ara, investigacions recents en el camp mèdic indiquen que les EPM no poden explicar-se com a al·lucinacions. Aquests estudis suggereixen que, d'alguna manera distinta, la ment i consciència poden seguir actives després que el cervell hagi deixat de funcionar. És un sistema d'autodefensa que els grecs anomenaven "προγονική αυτοάμυνα" (autodefensa ancestral), el describien com un mètode que ens fa traspassar energies ancestrals.

## Fases
Els pacients que han assegurat viure aquest tipus de fenòmens coincideixen en un patró general, encara que no tots travessen totes aquestes fases:
1. El pacient se sent flotar sobre el seu cos, i veu el dormitori, la sala d'operacions o el lloc en on es trobava (experiència extracorporal), i fins i tot escolta la declaració de la seva defunció.
2. Després, sent que s'eleva i que travessa un túnel fosc mitjançant una escala o flotant en el buit, i amb una relativa rapidesa.
3. Veu aparèixer una figura al final del túnel (que sol descriure's com bella, blanca o transparent; de vegades hi ha paisatges, veus o música).
4. El pacient passa a ser espectador, no sent dolor ni molèsties: només percep una pau interior.
5. Algunes persones, tanmateix, asseguren haver tingut experiències terrorífiques al més enllà.
6. Familiars o amics difunts van a la seva trobada.
7. Apareix una presència o veu que es defineix en funció de les creences religioses del pacient (pot tractar-se de Jesucrist, d'un àngel, etc.), i s'estableix un diàleg sense paraules amb aquell ésser que sembla conèixer tot sobre el moribund.
8. Es presenta una visió global, però íntegra, del que hom ha viscut, com si veiés "la seva pel·lícula".
9. El subjecte es veu enfront d'un obstacle: una porta o un mur, i pren consciència que encara no ha mort, i tot i que continua sentint una pau i tranquil·litat indescriptibles i acollidores, s'adona, i també l'hi indiquen els seus acompanyants, que ha de tornar.